# Якупово (Буздякский район)
Якупово (баш. Яҡуп) — село в Буздякском районе Республики Башкортостан Российской Федерации. Входит в состав Килимовского сельсовета.

## География

### Географическое положение
Расстояние до:
- районного центра (Буздяк): 30 км,
- центра сельсовета (Килимово): 8 км,
- ближайшей ж/д станции (Буздяк): 28 км.

## Население
| 2002 | 2009 | 2010 |
| ---- | ---- | ---- |
| 354  | ↗372 | ↘312 |

Согласно переписи 2002 года, преобладающие национальности — башкиры (60 %), татары (40 %).